# Ricardo Noblat
Ricardo José Delgado Noblat (Recife, 7 de agosto de 1949) é um jornalista brasileiro. Formado pela Universidade Católica de Pernambuco, Noblat foi editor-chefe do Correio Braziliense e da sucursal do Jornal do Brasil em Brasília. Atualmente, Noblat mantém um blog, o Blog do Noblat, no jornal Metrópoles. É pai do também jornalista Guga Noblat.

## Carreira
Trabalhou como repórter do jornais Diário de Pernambuco, Jornal do Commercio e das sucursais do Jornal do Brasil e da revista Veja em Recife. Noblat também foi chefe de redação da sucursal da revista Manchete.
Chefiou a sucursal da revista Veja durante dois anos, em Salvador. Depois foi editor-assistente da mesma revista em São Paulo.
Em Brasília desde 1982, foi editor regional da sucursal do Jornal do Brasil. Trabalhou novamente como repórter da sucursal de O Globo, em 1989, de onde foi chefiar a sucursal da revista IstoÉ. Entre 1991 e 1992 trabalhou em Angola na campanha de José Eduardo dos Santos, que já governava aquele país desde 1979 sem nunca ter sido eleito. Assumiu em 1994 a direção de redação do jornal Correio Braziliense, permanecendo no cargo até novembro de 2002. Em 2008, comandou a reforma editorial do jornal baiano A Tarde.
Em março de 2004 criou o Blog do Noblat, hoje hospedado no portal Metrópoles.
Ricardo Noblat também é autor dos livros A Arte de Fazer um Jornal Diário, O Que É Ser Jornalista e Céu dos Favoritos.
Entre os meses de setembro de 2008 e setembro de 2009, o jornalista manteve um contrato para pesquisa, produção e apresentação de um programa semanal para a Rádio Senado. Em maio de 2021, o Blog do Noblat, que até então era publicado com paywall no portal da revista Veja, passa a ser gratuito no jornal Metrópoles.

## Ameaça de censura
Em 15 de junho de 2020, André Mendonça, ministro da Justiça e Segurança Pública, disse que pediu à Polícia Federal e à Procuradoria-Geral da República para investigar Ricardo Noblat, após o jornalista ter publicado no Twitter uma charge com uma crítica ao presidente Jair Bolsonaro. Na charge, de autoria de Renato Aroeira, é mostrada uma suástica, símbolo nazista, criada a partir de uma cruz vermelha, que é presente e hospitais e ambulâncias, e Bolsonaro com um pincel na mão com tinta preta dizendo "bora invadir outro", uma alusão à fala do presidente que pediu para invadir hospitais na Pandemia de Covid-19.
Ao Congresso em Foco, Ricardo Noblat disse: "acho que a Justiça saberá examinar e distinguir o que é o direito à expressão de pensamento e o que é o cometimento de um crime em nome da liberdade de expressão (...) Não é de se estranhar que o governo reaja assim a tudo que o incomoda porque é claramente um governo autoritário e que aposta o tempo todo na ruptura democrática". Em nota, a Associação Brasileira de Imprensa (ABI) disse que isso é uma tentativa de calar quem defende a liberdade de imprensa e democracia. "A aversão à crítica é própria das ditaduras e dos candidatos a ditador. No entanto, as ameaças não calarão os defensores da liberdade de imprensa e da democracia". Ainda na nota, mencionou alguns dos discursos de Bolsonaro, um deles , em defesa da tortura e guerra civil.
Ao portal JOTA, juristas disseram que charges que relacionam Bolsonaro ao nazismo se enquadram na lei de liberdade de expressão. Criticando a tentativa de censura, em nota, a  Fenaj reproduziu um trecho do discurso de ministro Celso de Mello, lembrando a atitude autoritária do governo Bolsonaro : 
É preciso resistir à destruição da ordem democrática, para evitar o que ocorreu na República de Weimar, quando Hitler, após eleito por voto popular (…) não hesitou em romper e em nulificar a progressista , democrática e inovadora Constituição de Weimar (…) Intervenção Militar, como pretendida por bolsonaristas e outras lideranças autocráticas que desprezam a liberdade e odeiam a democracia, nada mais significa, na novilíngua bolsonaristas, senão a instauração, no Brasil, de uma desprezível e abjeta ditadura militar!!!.
A lei que o governo usou para investigar o jornalista, é a Lei de Segurança Nacional, criada na ditadura militar brasileira.